# 大衡村

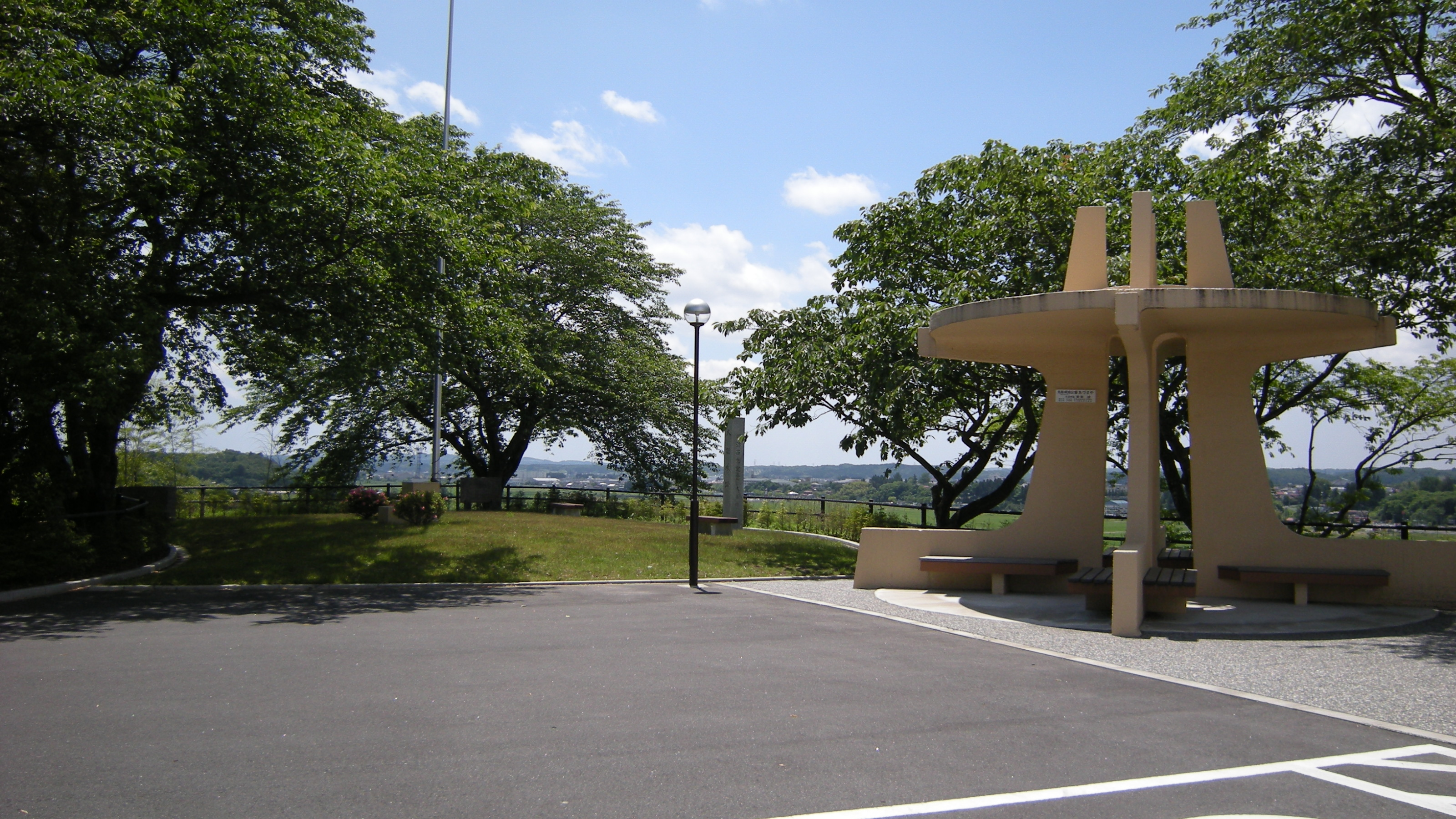
大衡城跡公園

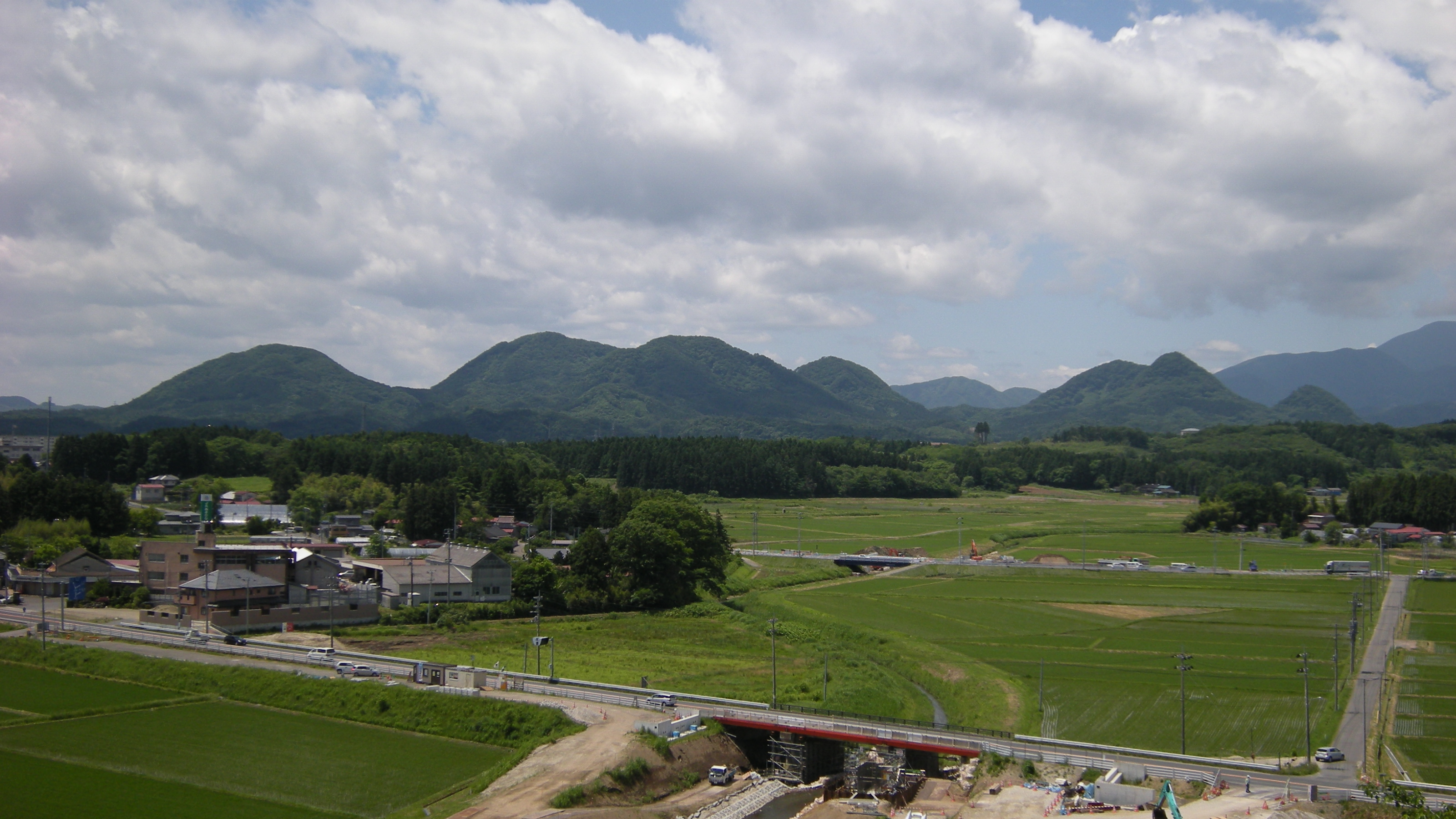
大衡城跡より南西を望む。奥の山は大和町の七ツ森

大衡村（おおひらむら）は、宮城県中部、黒川郡に位置する村。県下唯一の村である。

## 地理
宮城県のほぼ中央に位置する村で、県庁所在地の仙台市からの距離は約30キロメートル（仙台都市圏も参照）。地形的には、なだらかな丘陵地が村の大部分を占める。
- 山：達居森（262.6m）、女達居山
- 河川：善川、埋川、鶴田川

なお、村内には隣接する色麻町や大和町とまたがって王城寺原演習場（4,651ha）がある。1881年（明治14年）から旧陸軍が使用し、1945年（昭和20年）に米軍に接収された後、1958年（昭和33年）に返還された。

### 気候
周辺の大和町や富谷市、色麻町と同様に、寒暖の差が大きく気温の年較差、日較差が大きい顕著な大陸性気候である。冬季は放射冷却により、-10℃を下回る冷え込みが観測ことがある。また、アメダスには積雪計が設置されていないため、正確な積雪状況の把握ができないが、日本海側の雪雲による影響を受けやすく、1月の降水量平年値(アメダス)では60.5mmとなっており、県内の平野部としては特に多い。
| 大衡（1991年 - 2020年）の気候      | 大衡（1991年 - 2020年）の気候 | 大衡（1991年 - 2020年）の気候 | 大衡（1991年 - 2020年）の気候 | 大衡（1991年 - 2020年）の気候 | 大衡（1991年 - 2020年）の気候 | 大衡（1991年 - 2020年）の気候 | 大衡（1991年 - 2020年）の気候 | 大衡（1991年 - 2020年）の気候 | 大衡（1991年 - 2020年）の気候 | 大衡（1991年 - 2020年）の気候 | 大衡（1991年 - 2020年）の気候 | 大衡（1991年 - 2020年）の気候 | 大衡（1991年 - 2020年）の気候 |
| 月                                 | 1月                           | 2月                           | 3月                           | 4月                           | 5月                           | 6月                           | 7月                           | 8月                           | 9月                           | 10月                          | 11月                          | 12月                          | 年                            |
| ---------------------------------- | ----------------------------- | ----------------------------- | ----------------------------- | ----------------------------- | ----------------------------- | ----------------------------- | ----------------------------- | ----------------------------- | ----------------------------- | ----------------------------- | ----------------------------- | ----------------------------- | ----------------------------- |
| 最高気温記録 °C （°F）             | 14.8 (58.6)                   | 20.2 (68.4)                   | 24.5 (76.1)                   | 30.3 (86.5)                   | 34.2 (93.6)                   | 34.2 (93.6)                   | 36.7 (98.1)                   | 37.1 (98.8)                   | 36.8 (98.2)                   | 30.6 (87.1)                   | 23.8 (74.8)                   | 21.6 (70.9)                   | 37.1 (98.8)                   |
| 平均最高気温 °C （°F）             | 4.2 (39.6)                    | 5.3 (41.5)                    | 9.4 (48.9)                    | 15.9 (60.6)                   | 21.0 (69.8)                   | 24.0 (75.2)                   | 27.1 (80.8)                   | 28.6 (83.5)                   | 24.9 (76.8)                   | 19.3 (66.7)                   | 13.2 (55.8)                   | 7.0 (44.6)                    | 16.7 (62.1)                   |
| 日平均気温 °C （°F）               | 0.2 (32.4)                    | 0.7 (33.3)                    | 3.9 (39)                      | 9.4 (48.9)                    | 14.8 (58.6)                   | 18.7 (65.7)                   | 22.2 (72)                     | 23.5 (74.3)                   | 19.8 (67.6)                   | 13.8 (56.8)                   | 7.6 (45.7)                    | 2.5 (36.5)                    | 11.4 (52.5)                   |
| 平均最低気温 °C （°F）             | −3.6 (25.5)                   | −3.5 (25.7)                   | −1.2 (29.8)                   | 3.3 (37.9)                    | 9.3 (48.7)                    | 14.4 (57.9)                   | 18.8 (65.8)                   | 20.0 (68)                     | 15.8 (60.4)                   | 8.8 (47.8)                    | 2.4 (36.3)                    | −1.5 (29.3)                   | 6.9 (44.4)                    |
| 最低気温記録 °C （°F）             | −13.8 (7.2)                   | −14.6 (5.7)                   | −11.3 (11.7)                  | −5.3 (22.5)                   | 0.1 (32.2)                    | 5.1 (41.2)                    | 10.3 (50.5)                   | 11.0 (51.8)                   | 4.4 (39.9)                    | −1.9 (28.6)                   | −6.0 (21.2)                   | −13.7 (7.3)                   | −14.6 (5.7)                   |
| 降水量 mm （inch）                 | 60.5 (2.382)                  | 44.7 (1.76)                   | 79.6 (3.134)                  | 88.4 (3.48)                   | 110.2 (4.339)                 | 135.3 (5.327)                 | 186.2 (7.331)                 | 153.0 (6.024)                 | 181.2 (7.134)                 | 143.9 (5.665)                 | 67.4 (2.654)                  | 65.2 (2.567)                  | 1,315.4 (51.787)              |
| 平均降水日数 （≥1.0 mm）           | 10.5                          | 8.4                           | 9.1                           | 8.9                           | 9.7                           | 11.3                          | 14.7                          | 12.3                          | 12.2                          | 9.7                           | 8.9                           | 10.4                          | 126.1                         |
| 平均月間日照時間                   | 125.7                         | 147.3                         | 174.6                         | 190.2                         | 188.0                         | 138.2                         | 122.4                         | 133.2                         | 121.1                         | 139.0                         | 128.2                         | 108.8                         | 1,724.8                       |
| 出典1：Japan Meteorological Agency |                               |                               |                               |                               |                               |                               |                               |                               |                               |                               |                               |                               |                               |
| 出典2：気象庁                      |                               |                               |                               |                               |                               |                               |                               |                               |                               |                               |                               |                               |                               |

## 歴史
- 旧石器時代、縄文時代、奈良時代の埋蔵遺跡が多く発見されている。縄文時代中期にはこの付近に集落があったことが確認されている。
- 1889年（明治22年）4月1日 - 町村制の施行により、大衡村、大瓜村、駒場村、大森村及び奥田村の区域をもって、大衡村が発足する。
- 1928年（昭和3年）3月20日 - 仙台鉄道が大衡駅まで延伸する。
- 1948年（昭和23年）9月16日 - アイオン台風により、仙台鉄道が運行不能となる。
- 1952年（昭和27年）3月21日 - 村内に存在したアメリカ軍演習地内で爆発。作業中の金属回収業者4人が死亡、4人が重軽傷[4]。
- 1955年（昭和30年）4月6日 - 大衡村の平林山で第6回全国植樹祭が開催[5]。昭和天皇の行幸がありアカマツの苗木を植栽した[6]。
- 1956年（昭和31年）3月14日 - 仙台鉄道が廃止。
- 1957年（昭和32年） - 県知事による大和町、富谷村との合併勧告を拒否。
- 1960年（昭和35年） - 総理大臣による合併通知を拒否。
- 1972年（昭和47年） - 牛野ダム完成。
- 1974年（昭和49年） - 統合大衡小学校開校[7][8]。
- 1989年（平成元年） -  昭和天皇御在位60年を記念して造成開始された昭和万葉の森が完成し開園。
- 2003年（平成15年） - 万葉クリエートパーク開園。
- 2011年（平成23年） - セントラル自動車（現・トヨタ自動車東日本）が操業開始。
- 2011年（平成23年） 戸建て住宅92戸分のときわ台団地の分譲を開始[9]。
- 2015年（平成27年） 計画戸数108戸のときわ台南団地の造成開始[10]。

## 行政
- 村長：小川ひろみ（2023年4月就任、1期目）[11]
  - 元村長：跡部昌洋[12]（1996年6月30日 - 2015年4月8日 [13] 5期）、萩原達雄（2015年4月26日 - 2023年4月 2期）

## 地域

### 人口
| |                                        |  |
| 大衡村と全国の年齢別人口分布（2005年） | 大衡村の年齢・男女別人口分布（2005年） |  |
| ■紫色 ― 大衡村 ■緑色 ― 日本全国 | ■青色 ― 男性 ■赤色 ― 女性              |  |
| 大衡村（に相当する地域）の人口の推移 \| 1970年（昭和45年） \| 5,028人 \| \| \| 1975年（昭和50年） \| 5,047人 \| \| \| 1980年（昭和55年） \| 5,200人 \| \| \| 1985年（昭和60年） \| 5,548人 \| \| \| 1990年（平成2年） \| 5,885人 \| \| \| 1995年（平成7年） \| 6,028人 \| \| \| 2000年（平成12年） \| 5,992人 \| \| \| 2005年（平成17年） \| 5,607人 \| \| \| 2010年（平成22年） \| 5,334人 \| \| \| 2015年（平成27年） \| 5,703人 \| \| \| 2020年（令和2年） \| 5,849人 \| \| |                                        |  |
| 総務省統計局 国勢調査より |                                        |  |
| 1970年（昭和45年） | 5,028人                                |  |
| 1975年（昭和50年） | 5,047人                                |  |
| 1980年（昭和55年） | 5,200人                                |  |
| 1985年（昭和60年） | 5,548人                                |  |
| 1990年（平成2年） | 5,885人                                |  |
| 1995年（平成7年） | 6,028人                                |  |
| 2000年（平成12年） | 5,992人                                |  |
| 2005年（平成17年） | 5,607人                                |  |
| 2010年（平成22年） | 5,334人                                |  |
| 2015年（平成27年） | 5,703人                                |  |
| 2020年（令和2年） | 5,849人                                |  |

### 健康
- 平均年齢 46.5歳（2015年国勢調査）

### 教育
- 中学校
  - 大衡村立大衡中学校
- 小学校
  - 大衡村立大衡小学校
- 幼稚園
  - 大衡村立大衡幼稚園
  - おおひら万葉こども園
- 保育園
  - 大衡村立大衡保育園
  - おおひら万葉こども園
- その他
  - トヨタ東日本学園（トヨタ自動車東日本の企業内訓練校）
  - 拡大宣教学院（イエス・キリスト福音の群の神学校）

## 交通

### 鉄道
- 村内を東北新幹線が通過しているが、駅は無い。
- 最寄りの鉄道駅は一般路線バス利用の場合は仙台市地下鉄南北線・泉中央駅。ここから吉岡行きに乗車のうえ、大和町バスターミナルでタクシーに乗り換える。タクシーで直行する場合の最寄り駅は泉中央駅もしくは東北新幹線古川駅。
- 以前は仙台鉄道が走り、大童（おおわら）と大衡にも駅があったが、廃線となっている。

### バス
- 高速バス
  - 仙台 - 大衡線（ミヤコーバス）大童（おおわら）、五反田、大衡村役場前バス停
  - 仙台 - 加美線（ミヤコーバス）大衡インター入口、トヨタ自動車東日本本社前、大衡村役場前、五反田、松原バス停
- 路線バス
  - ミヤコーバス 大衡村役場前 - 三本木音無 - 三本木 - 十日町 - 古川駅 - 古川営業所

### 道路
- 高速道路
  - E4 東北自動車道：(30-1) 大衡IC
- 国道
  - 国道4号、国道47号（4号と重複）、国道457号
- 都道府県道
  - 市町村内を走る県道：宮城県道16号石巻鹿島台色麻線、宮城県道56号仙台三本木線、宮城県道57号大衡落合線、宮城県道261号大衡駒場線
  - なお、宮城県道264号大衡仙台線は大衡と付いているが、全区間仙台市の路線で今のところ村内に県道区間はない。おそらく、仙台市内区間が全通した後に建設され村内区間が指定される見通しだと思われる。

## 経済

### 産業
- 産業別就業人員（2000年）
  - 第一次産業：487人
  - 第二次産業：1,142人
  - 第三次産業：1,491人

### 工業
セントラル自動車が当村域の第二仙台北部中核工業団地内に、本社並びに工場を移転。2011年1月、操業開始。また、トヨタ紡織が関東シート製作所（本社：岩手県北上市）を子会社化の上（トヨタ紡織東北と社名変更）、トヨタ紡織東北が同工業団地に宮城工場を建設・2011年1月、操業開始。2012年7月1日付で、セントラル自動車を始め関東自動車工業、トヨタ自動車東北のトヨタ自動車傘下3社が経営統合する新会社トヨタ自動車東日本（関自工が、セントラルとトヨタ東北を吸収合併して商号変更の上で発足）発足、本社が大衡村に置かれた。トヨタグループの小型車の一大生産拠点となり、「企業城下町」となっている。また、同地には台湾の大手半導体メーカーPSMCの工場が建設される予定であったが、2024年9月27日に白紙撤回された。

### 郵便局
2021年3月8日に大衡村役場前郵便局が開局するまでは、大衡村は全国で唯一直営の郵便局がない自治体であった。大衡村内の集配業務は吉岡郵便局が行っている。
- 大衡村役場前郵便局
- 大衡簡易郵便局
- 駒場簡易郵便局

### 金融機関
- 新みやぎ農業協同組合大衡支店（指定金融機関）

## 名所・旧跡・観光スポット・祭事・催事
- 貴船神社
- 大瓜八幡神社
- 大衡八幡神社
- 須岐神社
- ゴスペルタウン・東北中央教会
- 大衡城
- 昭和万葉の森
- 万葉クリエートパーク
- 達居森と湖畔自然公園
- 牛野ダム
- 大衡村ふるさと美術館[17]

### イベント
- おおひら万葉まつり（8月下旬）
- おおひらふるさとまつり（10月）

## 出身有名人
- 菅野廉（洋画家）
- 佐藤富子（看護師、郭沫若の妻）